# Jaskier kosmaty
Jaskier kosmaty (Ranunculus lanuginosus L.) – gatunek rośliny z rodziny jaskrowatych. Występuje w środkowej Europie na obszarze od Francji po Ukrainę oraz od Danii i krajów bałtyckich po Włochy i Grecję. We Francji jest rzadko spotykany w południowo-wschodniej części kraju – występuje w Jurze, Alpach oraz na Korsyce. W Polsce spotykany jest w całym kraju; pospolity jest na obszarach górskich, podgórskich i wyżynnych, wzdłuż dolin Odry i Wisły i na północnym zachodzie, lokalnie rzadziej spotykany jest w środkowej i północno-wschodniej części kraju, brak go także w rozległych kompleksach borów sosnowych.

## Morfologia

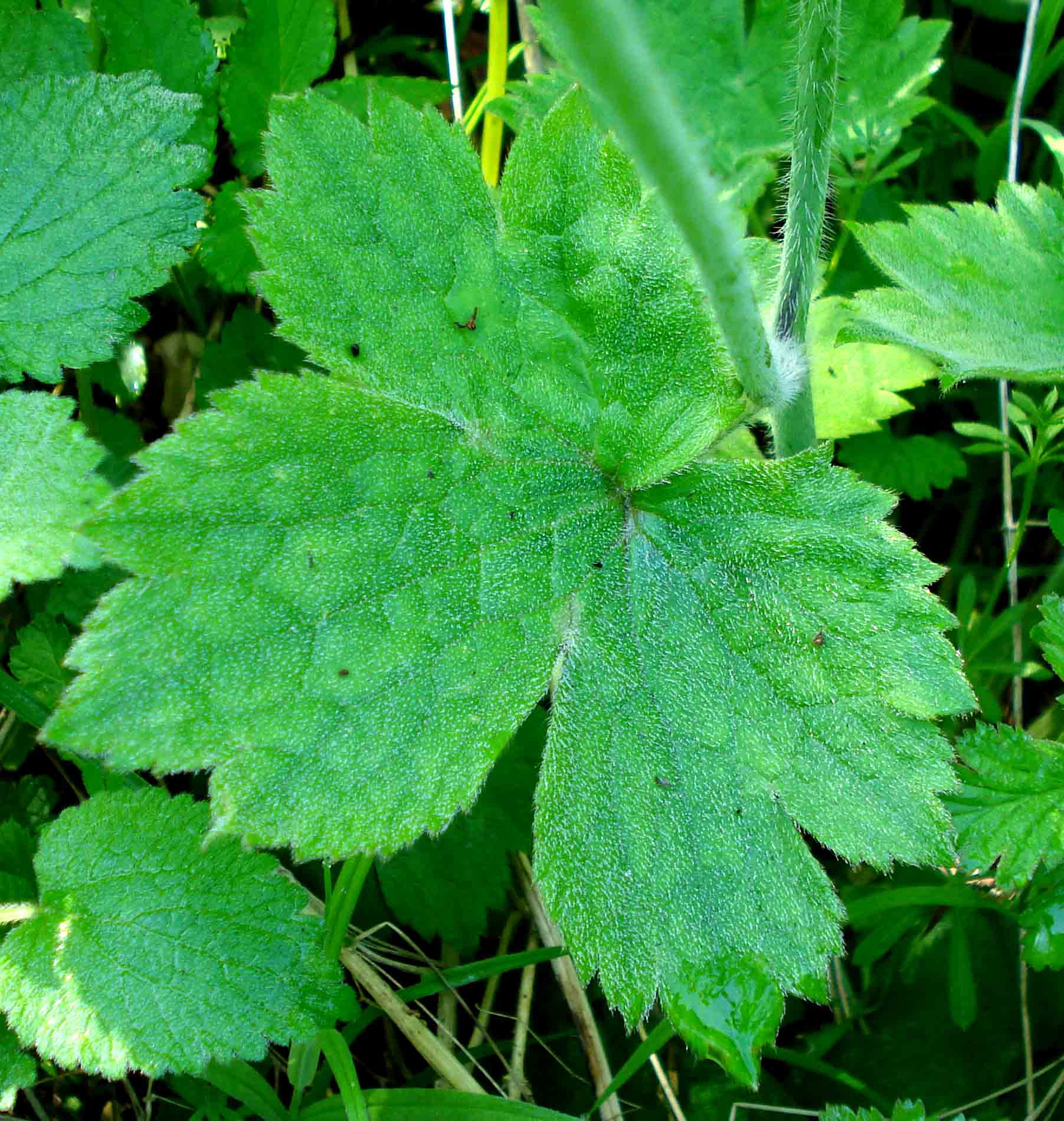
Liść

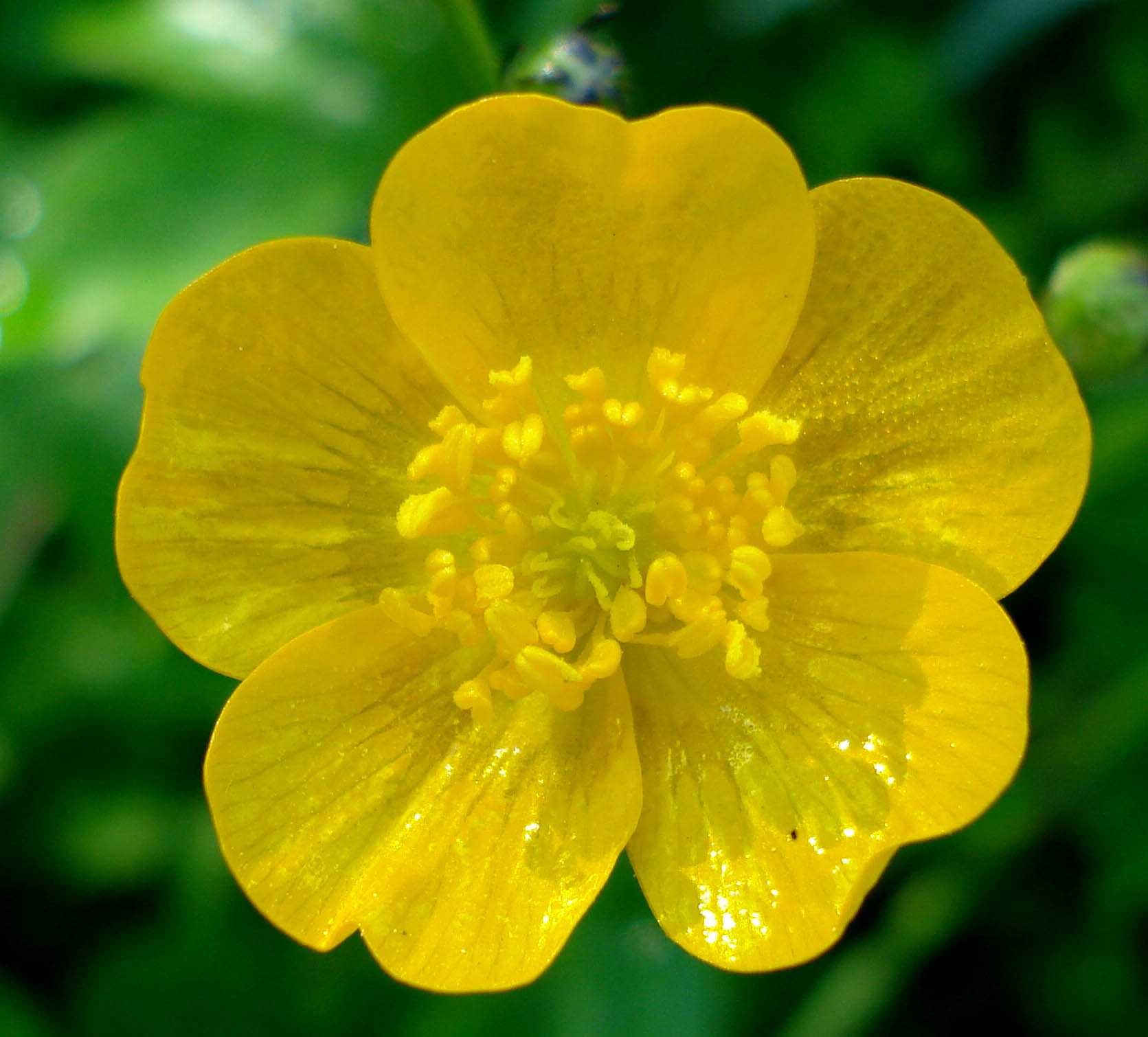
Kwiat

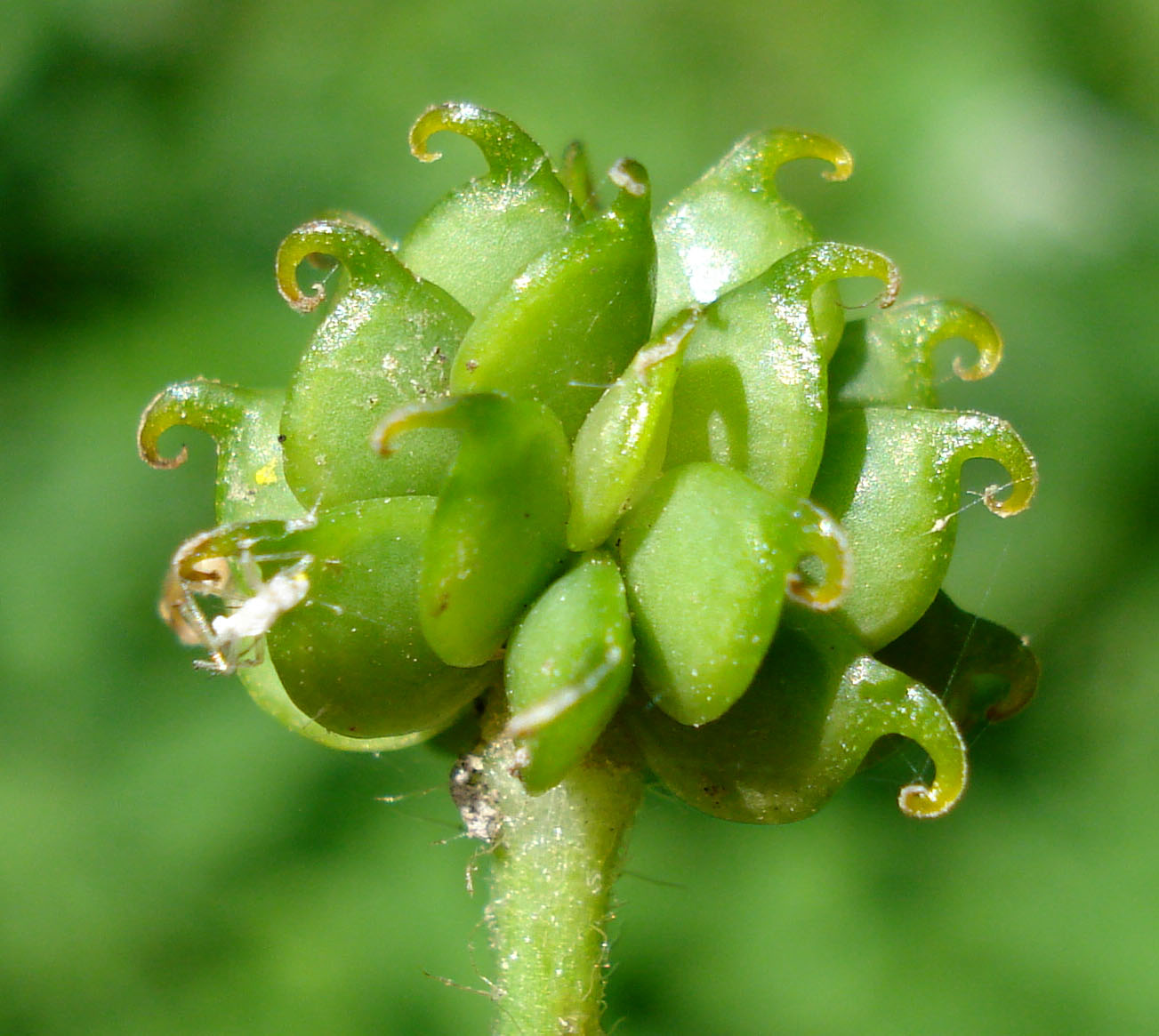
Owoce

PokrójBylina dorastająca zwykle do 30–70 cm, rzadko do 120 cm wysokości. Łodyga jest wzniesiona, rozgałęziona i obła. Łodyga i liście są pokryte gęstymi, odstającymi, długimi i żółtawymi włoskami.
LiścieOdziomkowe są długoogonkowe, z 5 dłoniasto ułożonymi, jajowatymi klapami. Ich brzegi są ostro ząbkowane. Liście łodygowe są mniejsze – trójdzielne, krótkoogonkowe do siedzących.
KwiatyLiczne, zebrane w luźne kwiatostany. Okwiat jest jaskrawożółty, o średnicy od 2,5 do 4 cm. Dno kwiatowe nagie.
OwoceNiełupki z długim, silnie sierpowato zakrzywionym dzióbkiem.

## Biologia i ekologia
Bylina, hemikryptofit. Kwitnie od maja do lipca. Kwiaty zapylane są przez owady lub w wyniku samopylności. Nasiona rozprzestrzeniane są przez wiatr. 
Rośnie na glebach wilgotnych, żyznych, gliniastych, zasobnych w węglan wapnia. Spotykany jest nad śródleśnymi strumieniami, w lasach liściastych i mieszanych, na terenach wyżynnych lub górskich. W klasyfikacji zbiorowisk roślinnych gatunek charakterystyczny dla O. Fagetalia. 
Roślina trująca.

## Zmienność
Tworzy mieszańce z jaskrem ostrym.